# 16 Eskadra Okrętów Podwodnych
16 Eskadra Okrętów Podwodnych (Submarine Squadron Sixteen) – strategiczna jednostka amerykańskich okrętów podwodnych o napędzie atomowym, nosicieli pocisków balistycznych klasy SLBM, z baza macierzystą w Naval Submarine Base Kings Bay w stanie Georgia na wschodnim wybrzeżu Stanów Zjednoczonych.

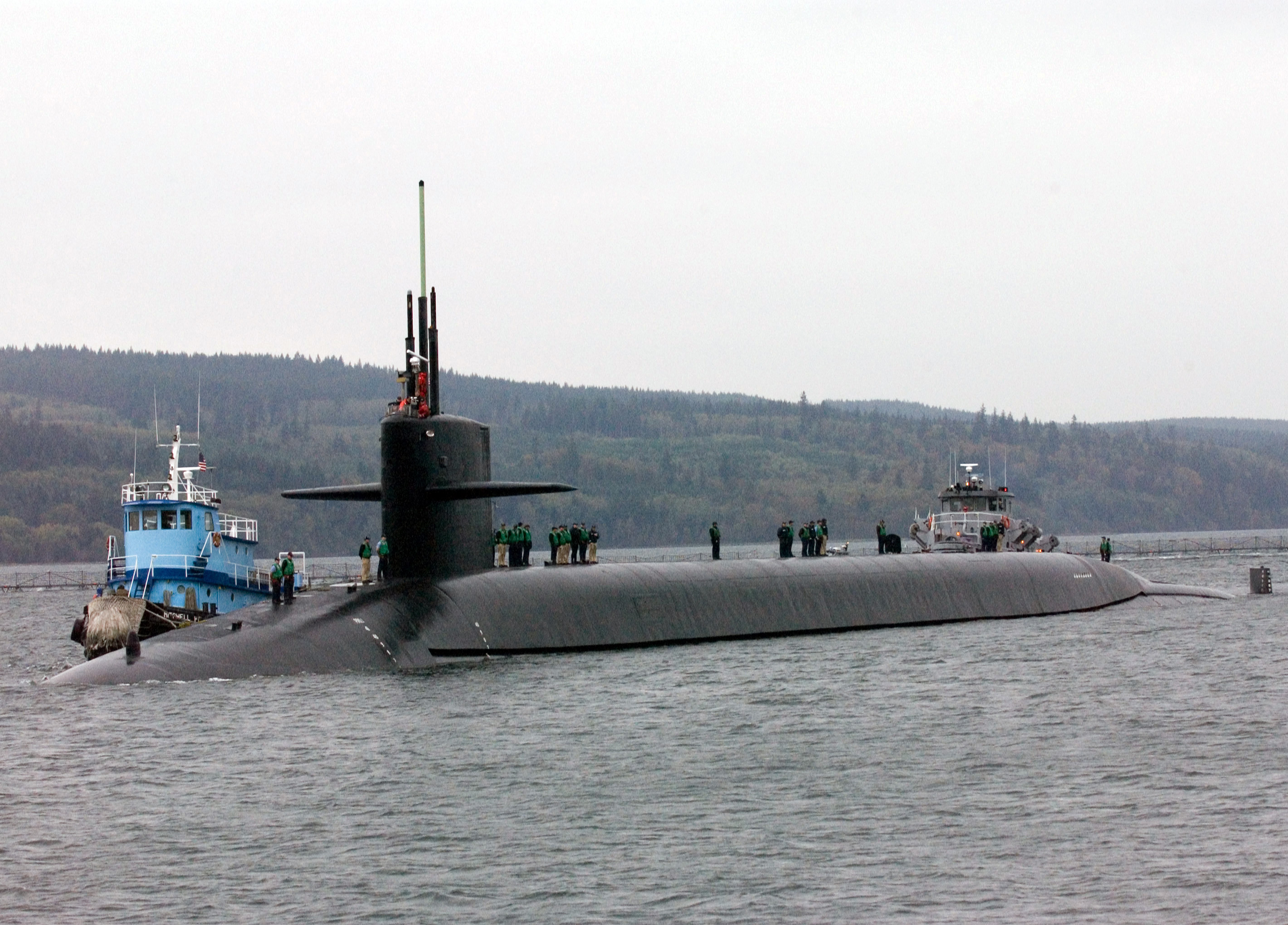
USS "Louisiana" (SSBN-743)

Początki 16 eskadry sięgają II wojny światowej, podczas której jej okręty zatopiły jednostki przeciwnika o łącznym tonażu 500 000 t. Jednostka ta została rozwiązana po zakończeniu wojny, aby zostać ponownie powołaną 18 października 1963 roku jako eskadra 2 Floty Strategicznych Okrętów Podwodnych. 28 stycznia 1964 r., Dowództwo Operacji Morskich rozmieściło 16 Eskadrę w hiszpańsko-amerykańskiej bazie Naval Station Rota w pobliżu Cieśniny Gibraltarskiej. Zawartym w 1976 roku Traktatem o Przyjaźni i Współpracy z Hiszpanią, Stany Zjednoczone zobowiązały się do opuszczenia przez 16 Eskadrę bazy Rota, co nastąpiło w roku 1979, po zakończeniu budowy bazy w Kings Bay. 25 stycznia 1994 roku – po 30 latach pełnienia służby i wykonaniu ok. 3000 patroli, eskadra została ponownie rozwiązana, już jednak 7 sierpnia 1997 roku utworzono ją ponownie kierując do niej 5 przenoszących pociski balistyczne Trident II D-5 okrętów typu Ohio.
16 Eskadra jest wraz z 20 Eskadrą częścią 10 Grupy Okrętów Podwodnych (COMSUBGRU 10) z baza macierzystą w Kings Bay, stanowiącą część Sił Podwodnych Floty Atlantyku (COMSUBLANT).